# 沈錫希
沈錫希（文觀部式拼寫：Sim Seok Hui；1997年1月30日—），是韩国著名的女子短道速滑运动员。

## 学历
- 江陵镜浦小学转学
- 首尔遁村洞小学毕业
- 五轮中学（朝鲜语：오륜중학교）毕业
- 世和女子高等學校（英语：Sehwa Girls' High School）毕业
- 韩国体育大学就读

## 生涯
父亲是江原道江陵市一公司职员，生有一子一女，沈錫希是幼女。就读于镜浦小学，因女儿有运动天赋，其父决定全力支持，遂全家移居到首尔市，沈錫希也转到遁村小学。
升入中学后，她加入青少年国家队，并参加了2012年在澳大利亚墨尔本举行的世界青年锦标赛，获得500米、1000米、1500米和3000米接力项目金牌等4冠王，占据综合冠军。
在国家代表选拔赛上夺冠，成功入选国家队，受到关注，2012年/2013年赛季世界杯上，大赛中连续夺得6个金牌。世和女子高中一年级时，获得匈牙利2013年世界短道速滑锦标赛3000米超级决赛金牌，被人们期待成为大韩民国的新一代短道速滑代表选手。索契冬奥会之前举行的2013年-2014年赛季世界杯4个大赛中，再次连续获得金牌。2014年索契冬奥会获得一金一银一铜。2014-2015赛季国际滑联短道速滑世界杯共有六站比赛，也连续获得10场比赛冠军。

## 职业生涯
2014年索契冬奥会韩国女子短道速滑队在索契获得接力金牌，1500米银牌。

## 奖项
- 2015年 大韩冰上竞技联盟最佳选手（MVP） [8][9]
- 2014年 可口可乐体育对象优秀团体 [10]
- 2014年 可口可乐体育大奖新人奖
- 2013年 MBN 여성스포츠대상 신세계 영플레이어상
- 2013年 大韩民国女性体育大奖新人奖

## 指控遭毆打、性侵
2018年初，沈錫希指控其教練趙載範(Cho jae-beom)自七歲起在參加訓練時不斷毆打她，曾以滑雪杖打斷他的手指，甚至在平昌冬奧前遭毆打而導致腦震盪，也使在平昌冬奧的表現不如索契冬奧會。趙載範曾威脅她，如果揭發此事，她的運動生涯將告終。趙載範已對她的生活造成極度的恐懼和焦慮造成憂鬱、不安、睡眠失調以及創傷後壓力症候群。
2018年10月，趙載範(Cho jae-beom)因毆打選手第一審被判有期徒刑10個月。
2018年12月，沈錫希指控遭趙載範(Cho jae-beom)自17歲起多次性侵，時間長達4年。
2019年1月，趙載範(Cho jae-beom)因毆打選手第二審遭判有期徒刑18個月。
2019年6月，地檢院對趙載範(Cho jae-beom)追加起訴性侵強姦、傷害兒童青少年罪名。